# O Declarație asupra învățăturii referitoare la „Lumea rusă” („Russkii mir”)
O Declarație asupra învățăturii referitoare la „Lumea rusă” („Russkii Mir”), cunoscută și sub numele de Declarația [de la] Volos, este o declarație teologică emisă în anul 2022 de Academia de Studii Teologice din Volos și semnată de mai mult de 1600 de teologi și clerici ai Bisericii Ortodoxe. Acest document are rolul de a afirma, succesiv invaziei ruse a Ucrainei din 2022, existența unei opoziții față de învățăturile Bisericii Ortodoxe Ruse.
Declarația, publicată în Duminica Dreptei Credințe (Duminica Ortodoxiei), discută și condamnă ca fiind erezie, ideologia promovată de Patriarhia Moscovei cu începere de la destrămarea URSS și mai ales de la ascensiunea la putere a lui Vladimir Putin, referitoare la Lumea rusă (Russkii Mir).  În același timp învățătura despre Lumea rusă este caracterizată ca fiind o formă de fundamentalism religios, totalitar în caracter.

## Fundal
Potrivit majorității cercetătorilor, conceptul de „Lume rusă” a fost introdus în circulația științifică și politică modernă în anii 1993-1997 de către P. G.  Șcedrovițki și E. V. Ostrovski. Această ideologie, care amestecă teologia ortodoxă greșit interpretată, naționalism extrem și un sentiment revanșard față de vechile teritorii ale Imperiului Rus și URSS, s-a dezvoltat în special de la accederea la putere a lui Vladimir Putin. Odată cu întronizarea lui Chiril (Gundiaev) ca Patriarh al Moscovei, Biserica Ortodoxă Rusă a devenit o curea de transmisie pentru această idee în toate secțiunile societății ruse.
Ideologia respectivă vede un spațiu transnațional, care, urmărește să justifice o unitate civilizațională fanteziată bazată pe referirea la Rusia Kieveană, unitatea religiei ortodoxe, utilizarea limbii ruse al cărei centru ar fi Moscova, percepută ca fiind a treia Roma.

Harta teritoriilor canonice ale jurisdicțiilor ortodoxe autocefale și autonome.

De la sfârșitul URSS, Biserica Ortodoxă Rusă s-a angajat din ce în ce mai mult în inițiative pentru a-și stabili autoritatea ecleziastică pe ceea ce ea a perceput ca fiind teritoriul său tradițional, încercând în același timp să-și răspândească influența asupra lumii ortodoxe, în general. Astfel, Biserica Ortodoxă Rusă a început să invadeze jurisdicțiile ortodoxe autocefale încă de la începutul secolului XXI, precum Biserica Ortodoxă a Ierusalimului sau cea din Alexandria , justificând aceste invazii prin principii filetiste . În timpul invaziei ruse în Georgia, Biserica Ortodoxă Rusă s-a bazeazat pe puterea statului pentru a fonda o biserică supusă, Biserica Ortodoxă Abhază⁠(en)[traduceți], care nu este recunoscută de nicio altă Biserică Ortodoxă. După schisma ortodoxă din 2018⁠(en)[traduceți] asupra autocefaliei Bisericii Ortodoxe a Ucrainei, situația s-a înrăutățit și mai mult, întrucât Biserica Ortodoxă Rusă a decis să rupă comuniunea cu o parte a Bisericii Ortodoxe și să îi reboteze pe ortodocșii ucraineni.
Odată cu invazia rusă a Ucrainei din 2022, situația a devenit din ce în ce mai insuportabilă și tensionată în cadrul Bisericii Ortodoxe Răsăritene; aproximativ 1600 de teologi și clerici, inclusiv ruși semnând Declarația Volos, pentru a condamna acțiunile ruse în cadrul Bisericii și „ereziile” Bisericii Ortodoxe Ruse.

## Cuprins
Documentul constă din două părți, prima este o notă introductivă care condamnă „ erezia ” conceptului Lumii ruse. A doua parte a documentului oferă un fundament scriptural și citează tradiția sacră, spre a susține că ortodoxia nu acceptă acțiunile „rușinoase” efectuate de guvernul rus și de Biserica Ortodoxă Rusă aflată sub conducerea Patriarhului Chiril.
Astfel, sunt condamnate șase aspecte asumate de către Biserica Ortodoxă Rusă, declarate de semnatari ca fiind pseudo-ortodoxe, respectiv: înlocuirea Împărăției lui Dumnezeu cu o împărăție pământească, îndumnezeirea statului printr-o teocrație și prin cezaropapism, care, privează Biserica de libertatea de a se opune nedreptății, divinizarea unei culturi, demonizarea maniheeană a Occidentului și supravalorizarea culturii orientale, refuzul de a spune adevărul și nerecunoașterea „intenției criminale și culpabilității” unei părți.
Semnatarii declarației leagă această „erezie” de un anumit tip de etno-filetism și de fundamentalismul religios ortodox.

## Semnatarii
Documentul a fost semnat de teologi și clerici ai Ortodoxiei Răsăritene din Grecia, Rusia, Georgia, România, Ucraina, Bulgaria, Franța, Cehia, SUA, Liban, Germania, Belgia, Canada, precum și câțiva teologi din India și Serbia. Câteva sute de semnatari sunt membri ai Bisericii Ortodoxe Ruse sau ai unor instituții care urmează tradițiile Ortodoxei Ruse, în mod particular teologi de la Seminarul Teologic Ortodox „Sfântul Vladimir” din New York⁠(en)[traduceți] sau familia Lossky⁠(en)[traduceți] din Franța.
Documentul a precedat condamnările oficiale din partea Patriarhiei Alexandriei și a întregii Africi, iar mai târziu din partea Patriarhiei Ecumenice a Constantinopolului..

## Vezi si
- Religia și Invazia Rusiei în Ucraina din anul 2022⁠(en)[traduceți]
- Ortodoxie nucleară